# Taujel

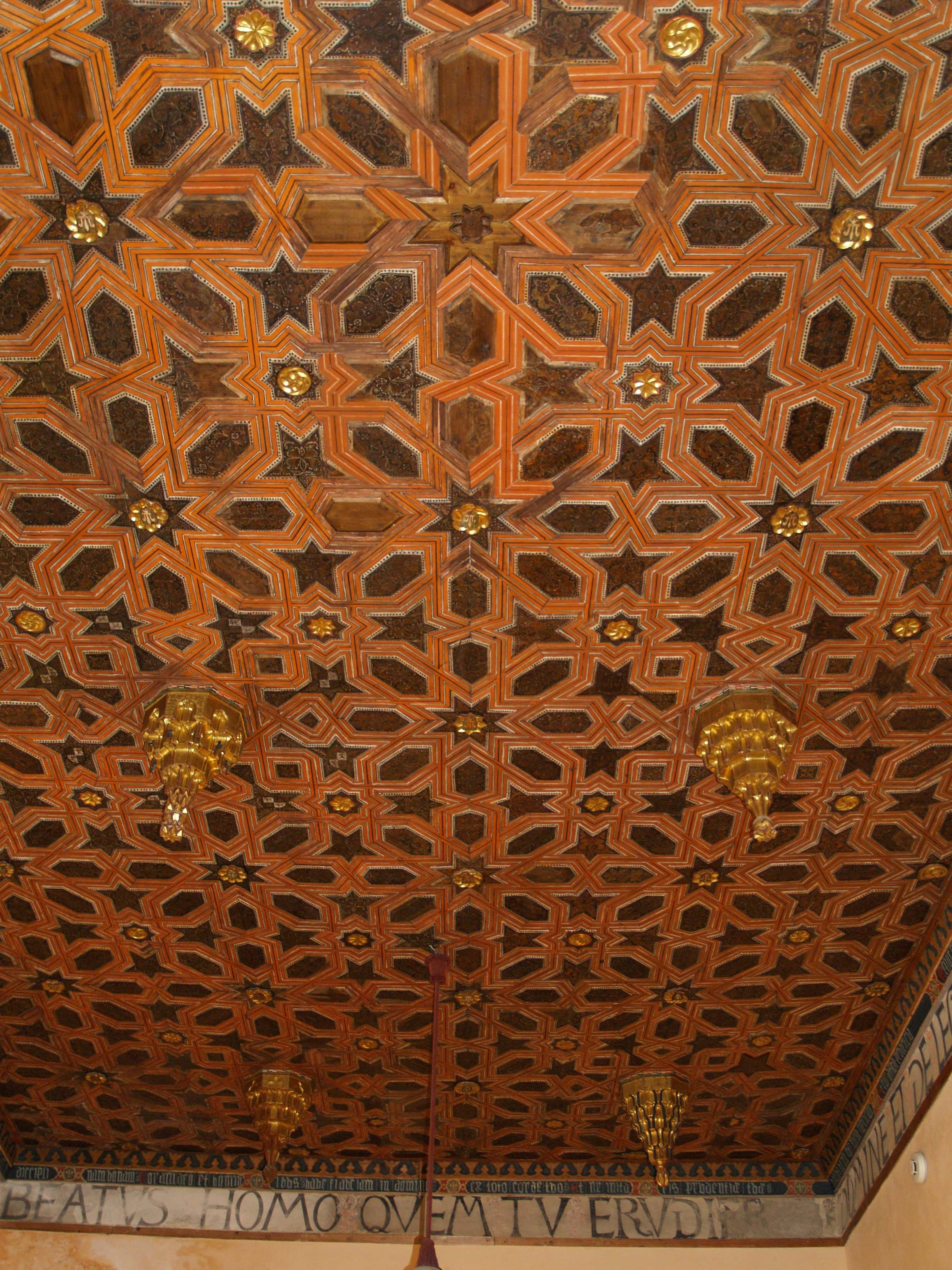
Taujel en la sala capitular de la catedral de Burgos (Castilla y León).

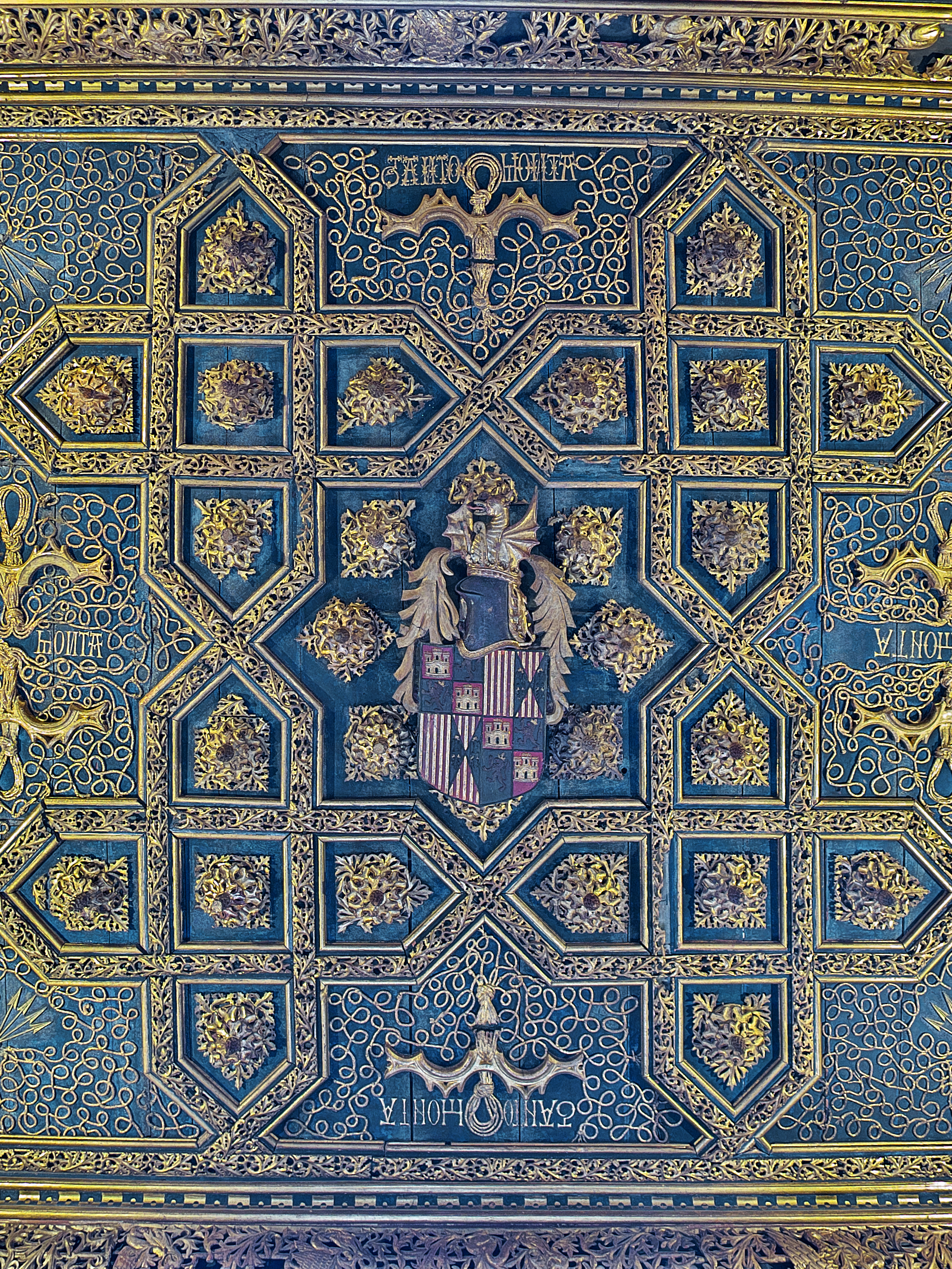
Taujel del Palacio de los Reyes Católicos (Palacio de la Aljafería), Zaragoza (Aragón).

Un taujel (del árabe hispánico tawšíḥ, y este del árabe clásico tawšīḥ, 'ceñir con un cinturón'), en arquitectura y construcción, es un techo plano de madera recubierto enteramente con ornamentación de lacería que esconde las alfarjías.
Tiene por base un tablero sustentado por maderos a escuadra (alfarjías), sobre el que se une directamente la labor de lazo denominada ataujerada o claveteada sobre su estructura de vigas.
La diferencia con el alfarje es que en el taujel, las vigas forman parte de la decoración, quedando vistas.
Básicamente, es un motivo ornamental hispano para cristianos, pero incorpora influencias de estilo hispanomusulmán. Entre los taujeles más importantes son los que se conservan en la sala capitular de la catedral de Burgos (siglo XVI), en el Palacio de los Reyes Católicos del Palacio de la Aljafería de Zaragoza (fines siglo XV)) o la cubierta de los baldaquinos funerarios en la iglesia del Salvador de Oña, provincia de Burgos (fines siglo XV).
También se denomina taujel al listón de madera con que se compone o complementa un trazado de lacería en una armadura.